# 사양산업
사양산업(斜陽産業)은 성장산업의 반대 용어이다. 현재의 에너지 산업에서는 석탄, 섬유 산업에 있어서 견(絹), 면 등이 대표적인 사양산업이다. 현재 성장산업으로 각광을 받고 있는 것도 장래에는 사양산업이 될 가능성이 있을 것이다.

## 같이 보기
- 성장산업